# Karl Hesse (Bischof)

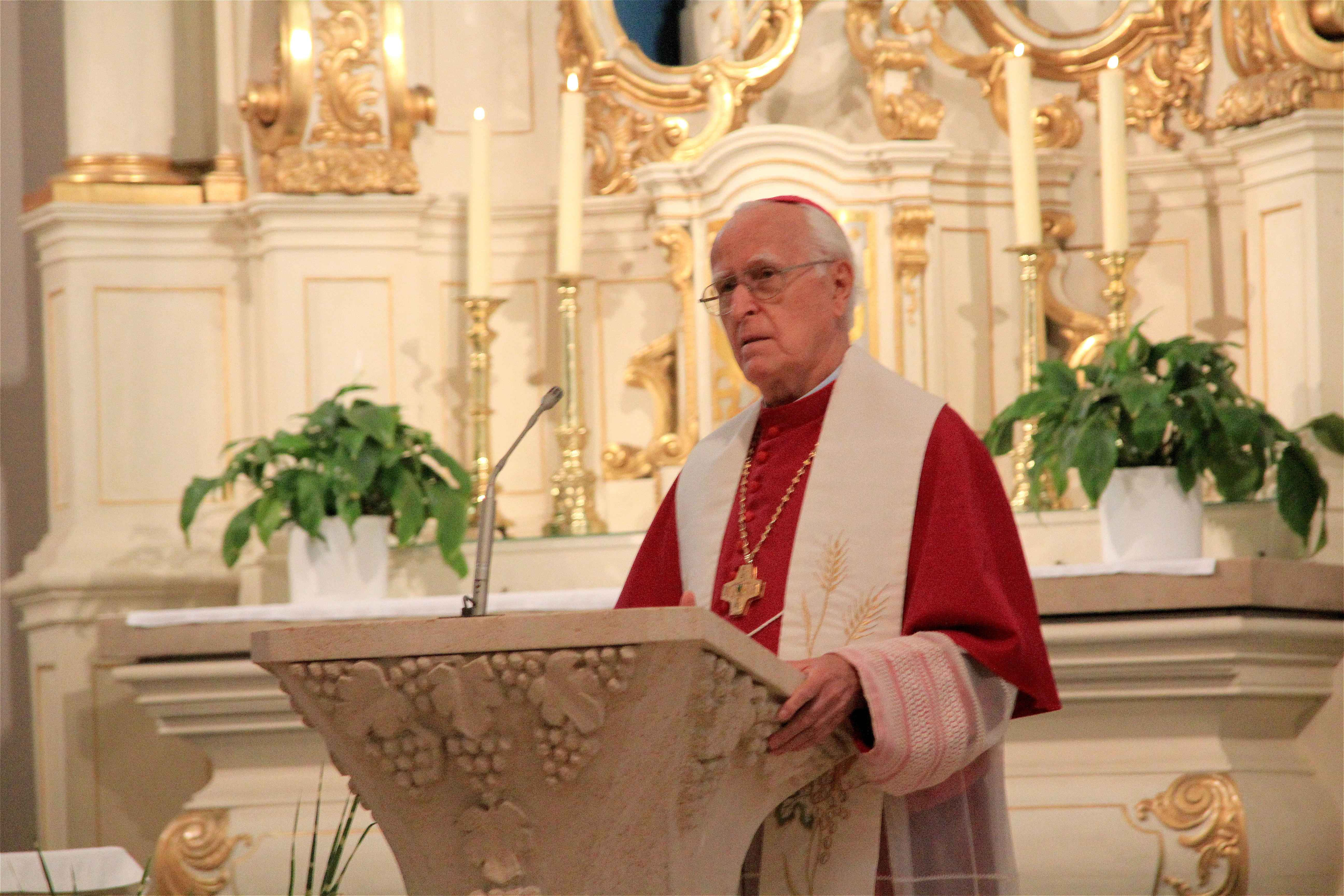
Karl Hesse bei einem Gottesdienst in Voßwinkel im September 2012

Wappen von Karl Hesse

Karl Bernhard Hesse MSC, MBE (* 15. August 1936 in Voßwinkel, Sauerland; † 14. Mai 2023 in Vunapope) war ein deutscher Ordensgeistlicher und römisch-katholischer Erzbischof von Rabaul in Papua-Neuguinea.

## Leben
Kark Hesse wurde 1936 in Voßwinkel, heute eingemeindet zu Arnsberg, im Sauerland geboren, wo er auch die Volksschule besuchte. 1948 wechselte er in das Internat der Herz-Jesu-Missionare und in die Sexta der Kardinal-von-Galen Schule in Münster-Hiltrup. Dort machte er 1957 das Abitur. Im selben Jahr trat er in das Noviziat der Missionare vom Heiligsten Herzen Jesu in Vussem in der Eifel ein. Am 13. Mai 1958 legte er dort die ersten Gelübde ab.  Am 13. Mai 1961 legte er die ewige Profess ab und wurde am 23. Mai 1963 durch den Apostolischen Vikar von Rabaul, Johannes Höhne MSC, im Kloster Oeventrop in Oeventrop zum Priester der Herz-Jesu-Missionare geweiht.
Von 1964 bis April 1966 wirkte Hesse als Erzieher und Lehrer an der Kardinal-von-Galen-Schule, bis er im Juni 1966 mit drei weiteren MSC-Missionaren über Australien nach Papua-Neuguinea reiste. Dort erlernte er die Kreolsprache Tok Pisin und unternahm mehrere Missionsreisen. Am 15. Januar 1967 übernahm er die Pfarrei Raunsepna und im Mai 1974 zusätzlich die Pfarrei Vunamarita im Küstengebiet der Baininger Berge.
Am 27. Mai 1978 wurde Hesse von Papst Paul VI. zum Titularbischof von Naratcata und zum Weihbischof im Erzbistum Rabaul ernannt. Die Bischofsweihe spendete ihm am 15. August 1978 in Vunapope der Nuntius für Papua-Neuguinea, Erzbischof Andrea Cordero Lanza di Montezemolo; Mitkonsekratoren waren Herman To Paivu, Erzbischof von Port Moresby in Papua-Neuguinea, und Paul-Werner Scheele, Weihbischof in Paderborn.
Anfang November 1980 wurde er von Papst Johannes Paul II. zum Bischof des Bistums Kavieng, bestehend aus den Provinzen Neu-Irland und Manus, ernannt, die er am 14. Januar 1981 übernahm. Am 7. Juli 1990 folgte die Ernennung zum Erzbischof von Rabaul; die Amtsübernahme fand am 16. September 1991 statt. Nachdem er zusätzlich schon seit November 1993 große Teile des Bistums Bougainville verwaltet hatte, wurde er 1995 offiziell zum Apostolischen Administrator des Bistums ernannt. Dieses Amt übte er bis zur Ernennung eines eigenen Bischofs für Bougainville, Henk Kronenberg SM, 1999 aus.
Hesse erhielt an seinem 52. Geburtstag im Jahr 1988 aus Anlass seines Silbernen Priesterjubiläums und zehnten Jahrestag seiner Bischofsweihe das Bundesverdienstkreuz am Bande. Am 1. Januar 2002 wurde er von Königin Elisabeth II. zum Member of the Order of the British Empire (MBE) und im Januar 2009 für 40 Jahre besondere Dienste im Einsatz für Papua-Neuguinea von der Regierung Papua-Neuguineas zum Chief Grand Commander des Order of Logohu ernannt.
Hesse, der seit 1986 Vorsitzender des Finanzausschusses der Bischofskonferenz von Papua-Neuguinea war, wurde 2002 für drei Jahre zum Vorsitzenden der Konferenz gewählt.
Der Amtssitz von Hesse war Vunapope, wo er am 29. September 2008 eine neue Kathedrale einweihte, in der bis zu 1.400 Gläubige auf 2.000 m² Grundfläche Platz finden.
Am 11. August 2011 nahm Papst Benedikt XVI. das von Karl Hesse aus Altersgründen vorgebrachte Rücktrittsgesuch vom Amt des Erzbischofs von Rabaul an. Ihm folgte Francesco Panfilo nach, der bereits seit einem Jahr als sein Koadjutor fungierte.

## Schriften
- A Jos! Die Welt, in der die Chachet-Baininger leben. Harrassowitz Verlag, Wiesbaden 2007, ISBN 978-3-447-05662-5.